# Hans Zeuthen
Hans E. Zeuthen (født 4. august 1936 i København) er en dansk økonom og tidligere professor, overvismand, rektor for Handelshøjskolen i Aarhus, rigsstatistiker og formand for Danmarks Nationalbanks bestyrelse. Som økonom har han især beskæftiget sig med makroøkonomiske og økonomisk-politiske problemstillinger.

## Karriere
Hans Zeuthen blev uddannet som økonom ved Aarhus Universitet, hvor han blev cand.oecon.i 1964 og straks ansat som amanuensis sammesteds. Han blev på universitetet i 13 år, indtil han i 1977 blev professor ved Aalborg Universitet. I 1982 skiftede han til et professorat ved den daværende Handelshøjskolen i Aarhus, hvor han senere blev rektor. 1988-95 var han ansat som rigsstatistiker, dvs. chef for Danmarks Statistik.

## Andre hverv
Zeuthen blev i 1975 udpeget som det hidtil yngste medlem af formandskabet for Det Økonomiske Råd, mere uformelt kendt som de økonomiske vismænd. I perioden 1978-83 var han overvismand. I en periode på 16 år (1991-2007) var han formand for repræsentantskabet og bestyrelsen i Danmarks Nationalbank. I 1992 var han formand for det meget omtalte Zeuthen-udvalg, der var nedsat for at komme med forslag til, hvordan man kunne nedbringe arbejdsløsheden. I denne sammenhæng blev han karakteriseret som en "økonomisk Holger Danske", hvilket udover hans faglige kompetencer og position nok også hentød til hans store fuldskæg. Han har desuden været formand for Danmarks Miljøundersøgelser (til 2004) og Transportrådet (til 2002) og været medlem af Det Samfundsvidenskabelige Forskningsråd. Senere blev han bestyrelsesformand for Odder Gymnasium.

## Privatliv
Hans Zeuthen var gift med Eva Zeuthen, der døde af kræft i 1997. De fik to børn sammen.